# Ossendorf (Warburg)
Ossendorf ist ein Stadtteil von Warburg in Westfalen und liegt im nordwestlichen Bereich des Stadtgebietes, etwa 5 km vom Stadtzentrum entfernt. Der Ort hat 1328 Einwohner.

## Geschichte
Der Ort wurde schon in den Corveyer Traditionen zwischen 825 und 876 erwähnt. Urkundlich ist der Ort als Pagus Ossenthorp um 1100 bezeugt, der in der Vogtei des Grafen Konrad von Rietberg lag.
Für den heutigen Ortsnamen Ossendorf gibt es folgende historische Bezeichnungen: Ossendorpe, Ossendorpp, Ossendorp.
Die katholische Ortskirche mit dem Kirchenpatron Täufer Johannes wurde im 12. Jahrhundert erbaut.
In dieser Kirche, einem Vorgängerbau des heutigen Kirchengebäudes, wurde der westfälische Barockbaumeister Johann Conrad Schlaun am 5. Juni 1695 getauft. Im Jahre 1323 wurde die Kliftmühle erstmals schriftlich erwähnt. Ossendorf liegt an der holländischen Straße, heute B 7, die von Düsseldorf bis Rochlitz führt.
Das Wahrzeichen des Ortes ist der Heinturm, dessen Bau von Dietrich II. von Moers 1430 veranlasst wurde. Im Jahre 1444 wurde der Asseler Wald an die Stadt Warburg verkauft. Das Kloster Wormeln ließ 1489 einen Speicher auf dem Kirchplatz errichten. Während des Dreißigjährigen Krieges wurde Ossendorf 1642 fast vollständig zerstört. Die zerstörte Pfarrkirche wurde 1656 erneuert. Im Jahre 1557 erhielt Ossendorf durch den Fürstbischof Theodor Adolf von der Recke eine neue Schützenordnung. Die abgebrannte Kliftmühle wurde 1685 wieder neu aufgebaut. Eine Posthalterei wurde 1747 in Ossendorf errichtet. Bekannt wurde Ossendorf durch die Schlacht bei Warburg im Siebenjährigen Krieg. Durch die Schlacht ging die Bevölkerung stark zurück. Nach der Schlacht gab es nur mehr acht männliche Bewohner im Ort. 
Ossendorf gehörte bis zu den Napoleonischen Kriegen zur Frei- und Gografschaft Warburg im Hochstift Paderborn. Von 1807 bis 1813 bildete der Ort eine Gemeinde im Kanton Warburg im Departement der Fulda des Königreichs Westphalen. 1816 kam Ossendorf zum neuen Kreis Warburg in der preußischen Provinz Westfalen, in dem die Gemeinde zum Amt Warburg gehörte, das seit 1932 Amt Warburg-Land hieß.
Zum Ende des Zweiten Weltkrieges gab es einen Tieffliegerangriff am 22. Februar 1945. Am alten Stadtweg und am Gaulskopf fanden 1966 und 1995 archäologische Ausgrabungen statt. 
Am 1. Januar 1975 wurde die Gemeinde Ossendorf durch das Sauerland/Paderborn-Gesetz in die Stadt Warburg eingemeindet, die gleichzeitig in den Kreis Höxter wechselte. Im Jahr 2000 feierte Ossendorf sein 1150-jähriges Ortsjubiläum.

### Archäologie
In Ossendorf wurden eine alte sächsische Wehranlage sowie Gräber aus fränkischer Zeit gefunden.

## Gebäude

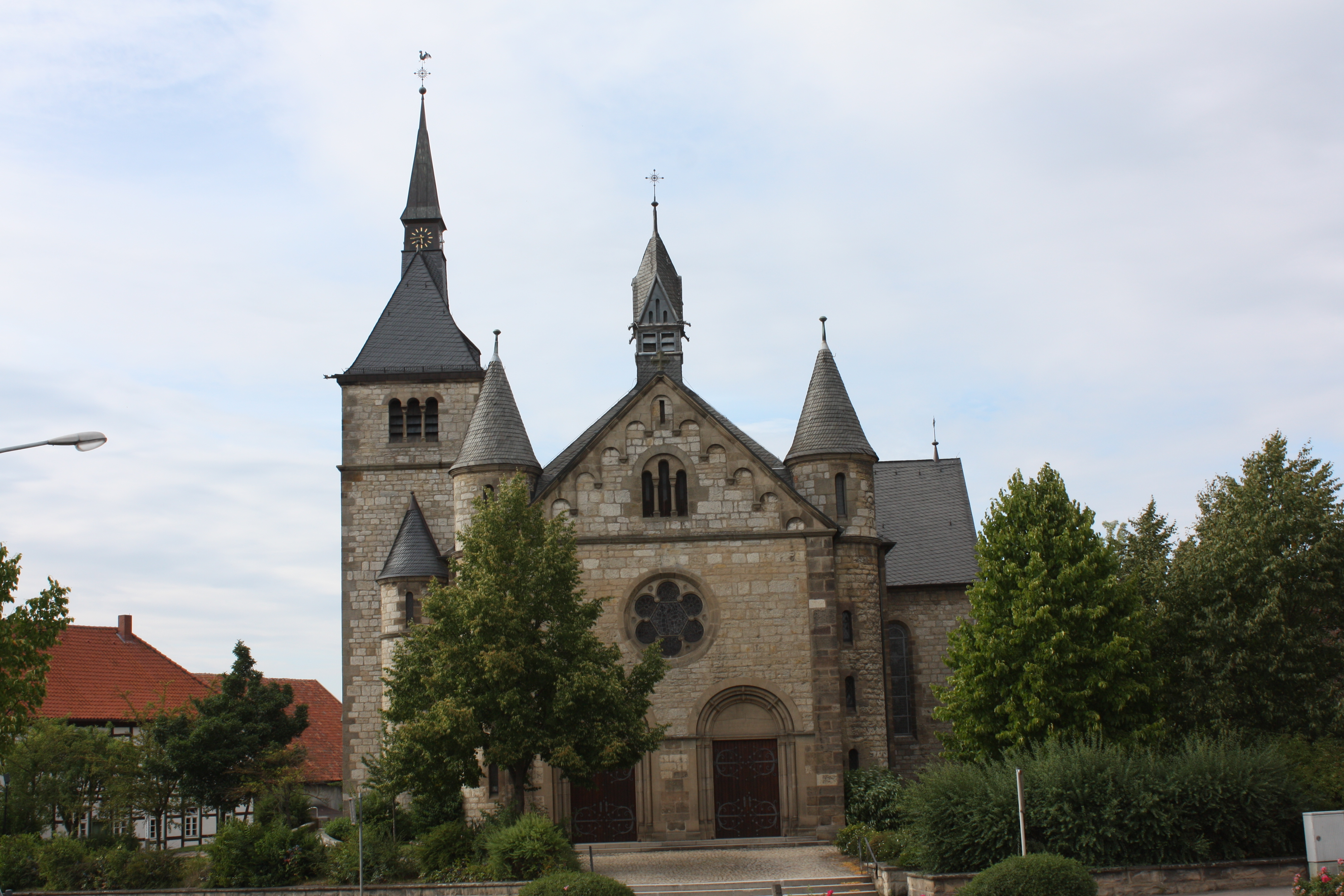
St. Johannes der Täufer Vorderseite Haupteingang, Aufnahme von der Bundesstraße B7

Die katholische Kirche Johannes der Täufer wurde 1904 im neuromanischen Stil neu gebaut. Der Architekt war der Paderborner Dombaumeister Franz Mündelein. Am 17. Juni 1907 wurde die neue Kirche, welche schon 1905 eingesegnet wurde, durch den Paderborner Bischof Wilhelm Schneider geweiht. Die Kirche steht direkt an der Durchfahrtsstraße Bundesstraße 7.

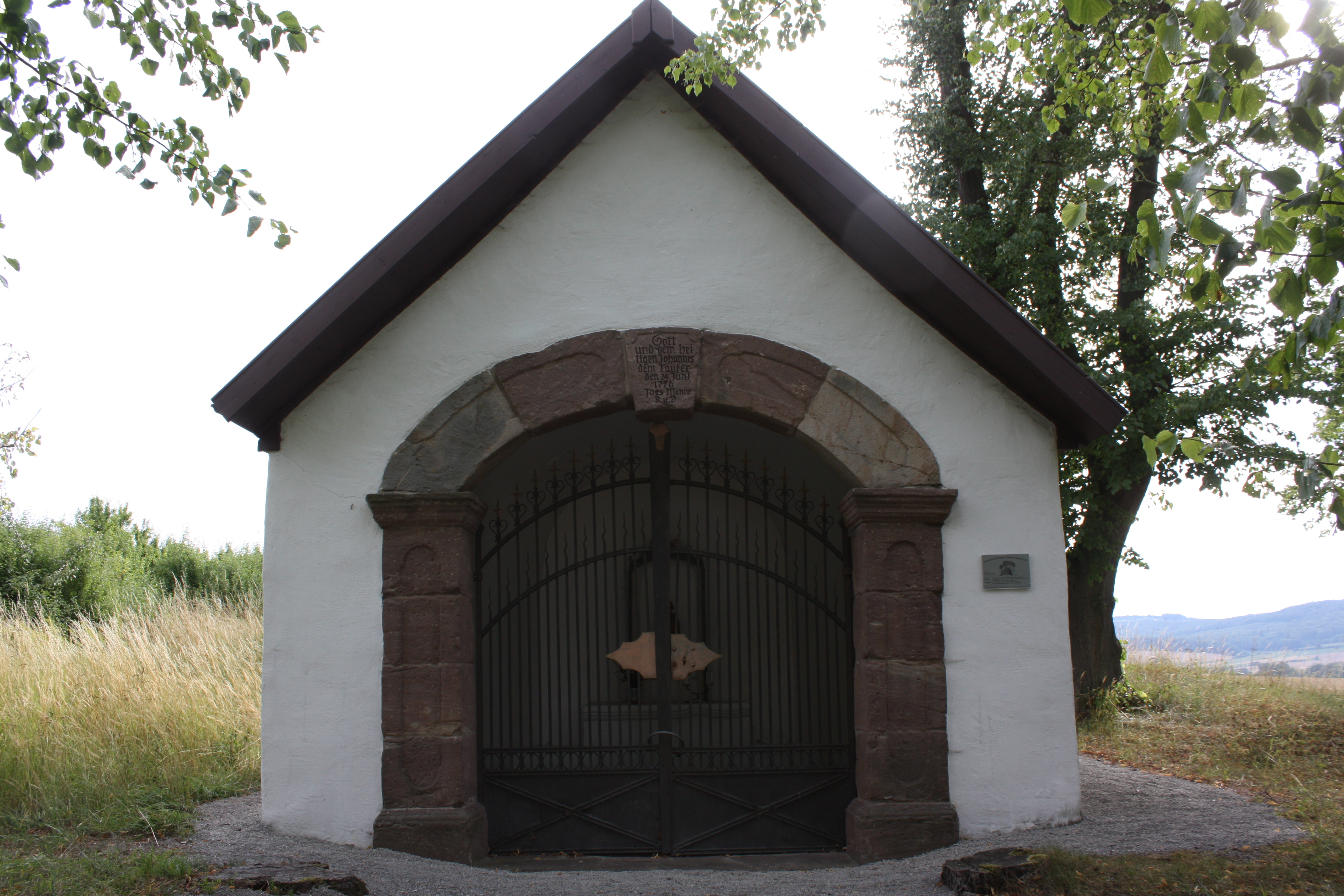
St.-Johannes-Kapelle

Die Johannes-Kapelle wurde im Jahre 1776 vom Richter Johannes Menne erbaut. Auf dem Stein steht die Inschrift "Gott und dem Heiligen Johannes dem Täufer den 24. Juni 1776 Joes Menne R. u. P." (Richter und Posthalter). Seit 1776 zieht die Prozession am Patronatsfest St. Johannes Enthauptung zur Johannes Kapelle.
Das heutige Grundschulgebäude wurde 1959 an der Nörder Straße neu erbaut, im darauffolgenden Jahr die damalige Volksschule eingeweiht. Das Gebäude wurde 1978 erweitert. Im Jahre 1973 wurde der Kindergarten neben der Schule neu gebaut, 1993 das Gebäude erweitert. Von 1980 bis 1982 wurde die Turnhalle gebaut.

## Brauchtum und Vereinsleben
In Ossendorf wird an Pfingsten das traditionelle Schützenfest gefeiert. Die Schützentradition im Dorf geht auf die 1657 gegründete Schützenbruderschaft zurück.
Die Karnevalsgesellschaft Rot-Weiß Ossendorf zählt zu den größten Karnevalsvereinen des Kreises Höxter und besonders die Prunksitzung macht Ossendorf zu einer Hochburg des westfälischen Karnevals.
In einer Spielgemeinschaft mit dem Verein aus dem benachbarten Nörde stellt der Sportverein SV Teutonia Ossendorf zwei Herrenmannschaften im Spielbetrieb des FLVW. Die erste Mannschaft spielt in der neunten Saison in Folge in der Kreisliga B Süd Fußball. Erfolgreich ist ebenfalls die Tischtennisabteilung des Vereins, dessen Herrenmannschaft in der Bezirksklasse aufschlägt. Die Jungenmannschaft spielt in der hochklassigen NRW-Liga. 

## Persönlichkeiten
- August Alexander Wendehals (* 1934 in Ossendorf; † 2003 Ossendorf) Landschaftsmaler, Prof. h. c.